# Zhou Yuelong
Zhou Yuelong (Chengdu, China, 24 januari 1998) (bijnaam Jumping Dragon) is een Chinees professioneel snookerspeler.

## Belangrijkste resultaten

### Wereldkampioenschap
Hoofdtoernooi (laatste 32 of beter):
| #  | Seizoen   | Editie  | Prestatie  | Extra                            |
| -- | --------- | ------- | ---------- | -------------------------------- |
| 1. | 2016/2017 | WK 2017 | Laatste 32 | Verloor met 10-5 van Ding Junhui |
| 2. | 2018/2019 | WK 2019 | Laatste 16 | Verloor met 13-9 van Ali Carter  |
| 3. | 2024/2025 | WK 2025 | Laatste 32 | Verloor met 10-4 van Judd Trump  |